# Ак'яка
Ак'яка (тур. Akyaka) — місто та район в провінції Карс (Туреччина), недалеко від кордону з Вірменією.

## Історія
До 1918 входив до складу Російської імперії, з 22 квітня 1918 року в складі ЗДФР, з 28 травня — у складі Першої Республіки Вірменія.
За Московським договором 1921 між Радянською Росією та Туреччиною відійшло до останньої. До 1922 населений пункт носив назву «Шурегель», з 1922 до 1961 — «Кизилчакчак». Ця територія в 1922-1926 була окремим районом, з 1926 до 1988 входила до складу району Арпачай.